# ГЕС Huílóngshān
ГЕС Huílóngshān (回龙山水电站) — гідроелектростанція на північному сході Китаю у провінції Ляонін. Знаходячись перед ГЕС Tàipíngshào, входить до складу каскаду на річці Hunjiang, правій притоці Ялуцзян (утворює кордон між Китаєм та Північною Кореєю і належить до басейну Жовтого моря). 
В межах проєкту річку перекрили бетонною гравітаційною греблею заввишки 35 метрів та завдовжки 567 метрів. Вона утримує водосховище з об’ємом 123 млн м3 (корисний об’єм 18 млн м3) та припустимим коливанням рівня поверхні у операційному режимі між позначками 219 та 221 метр НРМ (під час повені до 223,8 метра НРМ). 
Зі сховища ресурс подається через прокладений у лівобережному масиві дериваційний тунель, при цьому вихід відпрацьованої води знаходиться лише за 0,8 км від сховища та за 7,5 км по руслу від греблі. Станцію обладнали двома турбінами типу Каплан загальною потужністю 72 МВт, які забезпечують виробництво 270 млн кВт-год електроенергії на рік.